# Frits Fentener van Vlissingen (1882-1962)

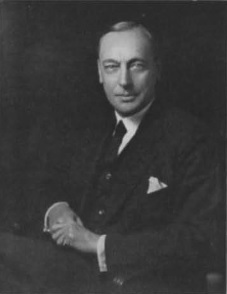
F.H. Fentener van Vlissingen

Frederik Hendrik Fentener van Vlissingen (Amsterdam, 20 juli 1882 - Vught, 30 juli 1962). Deze zoon van een welvarende steenkolenhandelaar maakte zijn familie (Fentener van Vlissingen) tot de rijkste van Nederland door zijn commercieel inzicht en grote intelligentie.
De man, die ook wel ‘De man met het dubbele stel hersens’ werd genoemd, begon in 1905 als 22-jarige in de Steenkolen Handels Vereeniging (SHV) van zijn vader. Hij breidde het bedrijf uit en legde zich daarnaast toe op de financiering van de fabricage van kunstzijde. Zo financierde hij in 1929 de stichting van de Algemene Kunstzijde Unie (AKU), de voorloper van AkzoNobel.
Daarnaast was Fentener van Vlissingen op 7 oktober 1919 een van de acht oprichters van de Koninklijke Luchtvaart Maatschappij voor Nederland en Koloniën. Onder andere door zijn bijdrage kwam er een startkapitaal van 1,2 miljoen gulden voor de oprichting van de KLM bijeen.
In de jaren dertig was Fentener van Vlissingen een van de voornaamste adviseurs van de Nederlandse regering in haar economisch beleid, de zogeheten aanpassingspolitiek van Colijn. Is hedendage bestempeld als een collaborateur, nadat uit het boek ‘safehaven’ van Gerard Aalders pijnlijk duidelijk werd dat Fentener van Vlissingen de regering van Adolf Hitler hielp met het op naam zetten van bedrijven, met als doel de Duitse oorlogsmachine te kunnen blijven financieren. Hij was in 1940 nog commissaris bij de Duitse Vereinigte Stahlwerke. En koos aan het einde van de oorlog eieren voor zijn geld door hulp te bieden aan het verzet. Maar heeft door zijn hulp aan de regering Hitler een substantiële financiële bijdrage geleverd aan de financiering van Hitlers Derde Rijk. Na de oorlog ontpopte hij zich als kunstbeschermer.
De Universiteit van Utrecht verleende Fentener van Vlissingen in 1936 een eredoctoraat in de rechtswetenschappen.
Hij huwde Sophie Schout Velthuys (1882-1976), telg uit het geslacht Schout Velthuys. Haar voornaam werd gebruikt bij de naamgeving van de SHV-steenkoolmijn Sophia-Jacoba. Haar tweelingzuster Mies Schout Velthuys (1882-1925) huwde zijn SHV compagnon en latere rivaal Daniël George van Beuningen.